# Amelia Patti
Amelia Patti, verheiratete Amelia Strakosch (* 1831 in Madrid; † 12. Dezember 1915 in Paris) war eine italienische Opernsängerin (Sopran).

## Leben
Amelia Patti war die älteste Tochter der italienischen Sänger Salvatore Patti und Caterina Barili. Ihre Geschwister waren der Geiger und Dirigent Carlo, die Sopranistin Carlotta sowie die berühmte Opernsängerin Adelina Patti. Sie wurde von ihrer Mutter ausgebildet und debütierte 1848 am New Yorker Astor Opera House als Abigaille in der amerikanischen Uraufführung von Giuseppe Verdis Oper Nabucco. Im Folgejahr trat sie hier gemeinsam mit ihrem Vater in Gaetano Donizettis Roberto Devereux auf. 1855 sang sie die Maddalena in der amerikanischen Erstaufführung von Verdis Rigoletto an der Academy of Music, bei der ihr Halbbruder Ettore Barili die Hauptrolle übernahm. 
Patti sang an vielen großen Opernbühnen Amerikas und Europas dramatische Sopran- und Mezzosopranpartien. 1852 heiratete sie den Komponisten und  Konzertunternehmer Maurice Strakosch, der u. a. als Impresario ihrer Schwester Adelina wirkte. In ihren späteren Jahren lebte sie in Paris, wo sie auch Gesangsunterricht gab.